# Csillagszél

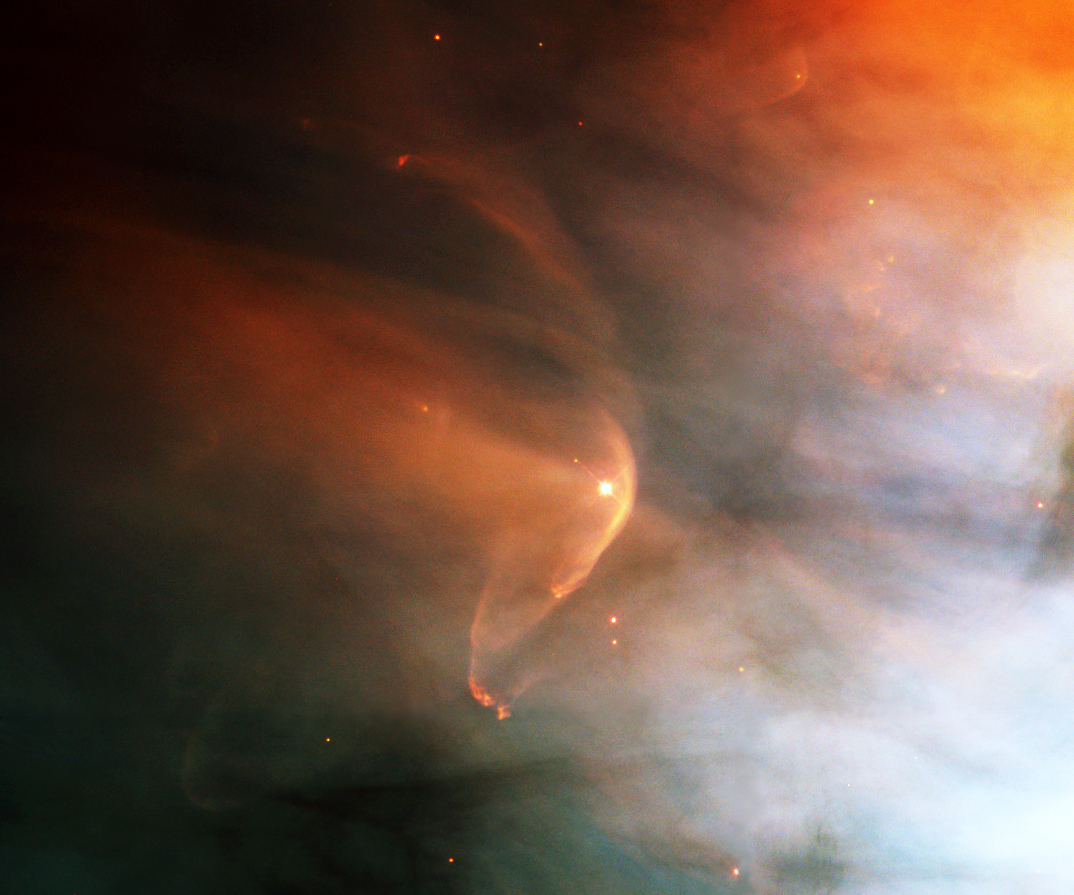
Az Orion-köd (jobbról) látható ívsokkja a fiatal csillag, az LL Orionis csillag csillagszélbuborékánál.

A csillagszél egy folyamatos anyagáramlás, amely a csillagok felszínéről indul ki. A szélsebességek a csillag típusától függően néhány tíztől akár több ezer km/s-ig terjedhetnek, a megfigyelt tömegvesztési ráták pedig 10⁻¹⁴ és 10⁻³ Naptömeg per év (M☉/év) között mozognak.
A csillagszelek elektromosan vezető plazmák, ezért kölcsönhatásba lépnek a mágneses mezőkkel. Képesek a csillag mágneses terét messzire kiterjeszteni, valamint távol tartani az intersztelláris anyagot és a kozmikus sugárzást a csillag közvetlen környezetéből. Az így kialakuló buborékszerű struktúrákat asztroszférának nevezzük, a nagy tömegű csillagok esetében pedig stellar wind bubbles-nek (angolul „csillagszél-buborékoknak”).
A Nap csillagszele a napszél, asztroszférája pedig a helioszféra.

## A csillagszelek típusai
A csillagszelek különböző formái az őket hajtó mechanizmusoktól függően eltérnek egymástól.
Hűvös csillagok szelei
A vörös óriásokhoz hasonló hűvös csillagok szelei semleges atomokból és molekulákból, például szén-monoxidból és szilikátokból állnak. Ezek a porban gazdag szelek viszonylag lassúak, sebességük mindössze néhány tíz km/s. Az anyagot a vörös óriás légkörében lökéshullámok gyorsítják fel, amelyeket a pulzációk okoznak. Egy bizonyos távolságra a csillagtól, ahol a hőmérséklet kellően lecsökken, a gáz porrá kondenzálódik. A szelet a por molekuláira ható sugárzási nyomás hajtja előre. A tömegvesztési ráta akár 10⁻⁶ M☉/év is lehet. Az ilyen szelek a csillagfejlődés késői szakaszaiban jelennek meg, és például a planetáris ködök kialakulásáért felelősek.
Fő sorozatbeli csillagok szelei
A Naphoz hasonló fő sorozatbeli csillagok szelei főként töltött részecskékből, például protonokból és elektronokból állnak. Az ilyen szelek, mint például a napszél, elsősorban a koronában uralkodó extrém hőmérsékletek miatt jönnek létre, amelyek elérhetik a több millió Kelvint. Az így keletkező gáznyomás néhány száz km/s sebességre gyorsítja a szelet. Jelenleg a Nap évente körülbelül 10⁻¹⁴ M☉ anyagot veszít, így a csillagszele nincs számottevő hatással fejlődési útjára.
A fő sorozatbeli csillagok külső konvektív rétegében egy korona alakul ki. Ez a vékony légkör (még nem teljesen ismert folyamatok révén) több millió Kelvinre melegszik fel, amely következtében a plazma részecskéi olyan hőmozgást érnek el, amely lehetővé teszi az anyag kiáramlását csillagszélként.
Forró csillagok szelei
A forró csillagok, amelyek felszíni hőmérséklete meghaladja a 10 000 K-t, ugyanolyan kémiai összetételű csillagszéllel rendelkeznek, mint maguk a csillagok. Ezekben a szelekben a legtöbb atom egyszeresen vagy többszörösen ionizált állapotban van. A forró csillagok szelei akár több ezer km/s sebességet is elérhetnek. Ezeket a szelek szintén a csillag központi részéből érkező sugárzási nyomás hajtja, azonban eltérően a hűvös csillagok szeleitől, nem a folyamatos csillagspektrum szóródása, hanem az ultraibolya tartománybeli spektrális vonalak abszorpciója révén.
A tömegvesztési ráták széles skálán mozognak:
	•	10⁻¹⁰ M☉/év fő sorozatbeli csillagok esetén,
	•	10⁻⁶ M☉/év az óriásoknál és szuperóriásoknál,
	•	10⁻³ M☉/év a Wolf-Rayet csillagnál.
A rendkívül fényes és tömegvesztő η Carinae csillag például az 1840-es években egy körülbelül húszéves kitörési periódus alatt évente 0,5 M☉ anyagot veszített el.
A forró csillagok csillagszele nagyon inhomogén, vagyis nem egyenletes szerkezetű. Az ilyen inhomogenitás megfigyelhető a csillagszélből táplálkozó röntgen-kettőscsillagokban. Ebben az esetben a csillagszelet egy kompakt objektum – például egy fehér törpe, egy neutroncsillag vagy egy fekete lyuk – befogja, majd az anyag egy akkréciós korongon keresztül a csillagra hullik. Az így keletkező hatalmas hőmérsékletű lökéshullámok röntgensugárzást bocsátanak ki, amelynek intenzitása arányos a befogott csillagszél mennyiségével. Ez a módszer lehetővé teszi a forró csillagok szelein belüli csomós szerkezet tanulmányozását.
Anyagot befogó csillagok szelei
Bizonyos típusú csillagok, amelyek anyagot vonzanak be a környezetükből – például T Tauri típusú csillagok –, olyan szelet hozhatnak létre, amely jet (anyagkilövellés) formájában jelenik meg. Ebben az esetben a csillagra hulló anyag egy része a csillag mágneses terével kölcsönhatásba lép, majd a pólustengely mentén nagy sebességgel kilövell.
Ütköző csillagszelek
A kettőscsillagrendszerek csillagszelei nagy sebességgel ütközhetnek egymással, és ennek során rádió-, röntgen- és gamma-sugárzást hozhatnak létre. Az ilyen rendszereket Colliding-Wind Binary (ütköző csillagszélű kettőscsillag) néven ismerjük.

## Fordítás
- Ez a szócikk részben vagy egészben  a   Sternwind című német Wikipédia-szócikk ezen változatának fordításán alapul.  Az eredeti cikk szerkesztőit annak laptörténete sorolja fel. Ez a jelzés csupán a megfogalmazás eredetét és a szerzői jogokat jelzi, nem szolgál a cikkben szereplő információk forrásmegjelöléseként.